# Citipati
O Citipati é uma espécie de dinossauro que se acredita ter sido bastante cuidadosa com seus ovos.